# シンゾウアプリ
『シンゾウアプリ』は株式会社125（イチニゴ）が2019年2月1日に配信を開始した、スマートフォン(iOSおよびAndroid)向けのノベルゲームアプリである。
先ず、『シンゾウアプリ 6人の彼 -R-』のタイトルでリリースし、同年5月1日には『シンゾウアプリ 6人の彼 -B-』もリリース開始した。

## システム
本作のジャンルは「声と鼓動のインタラクティブノベル」であり、音声のみでストーリーが紡がれる。本作は広義のアドベンチャーゲームであり、乙女ゲームにも該当する。呪いの刑罰『心ノ臓ノ晒シ刑』を受けることになってしまった男（声：木村良平（R）、悠木碧（B））の心臓がアプリに乗り移るという設定の元、彼との対話を主体にゲームは進行する。
この設定を反映させるため、バイブレーション機能に対応した端末では彼の心理状況に合わせて振動する。
プレイ開始当初における彼は、非常に高圧的な人物として描かれるが、ゲーム中の選択肢によってストーリーが分岐していき、彼自身の人物像や設定が6種類に分岐していく。

## 制作

### 背景・企画
本作の開発元である株式会社125を立ち上げた鈴木達也は、もともとソニー・インタラクティブエンタテインメント（SIE）にて様々な作品のプロデュースを行っていた人物であり、やるドラシリーズのPSPへの移植や、『銃声とダイヤモンド』といったアドベンチャーゲームでの実績もあった。
本作はSIEの元スタッフにして125のスタッフでもある武田修一が提案した「音だけで表現できるゲームアプリがあったらビジネス的に面白いんじゃないか？」という提案が発端となっている。
武田はこの提案について、「2D/3Dを問わず，一般的にゲーム開発では，グラフィックスにかかるコストが制作費の多くを占めるといわれています。[中略]　そこでイラストがまったくないゲームに仕立てれば，声優さんにコストを全振りして，小規模な会社でも第一線で活躍されている声優さんにオファーができるのではないか，というアイデアに至ったわけです。」と4Gamer.netとの対談の中で説明している。当初、鈴木は武田の提案を理解できなかったものの、1997年に発売された『リアルサウンド』というセガサターン用ソフトを思い出した。武田の提案と同じく「音だけで表現したアドベンチャーゲーム」である同作について、鈴木はラジオドラマの再現という印象を持っていたことから、作り方を変えればより想像を膨らませることができると考えた。また、キャストが一人で複数の「彼」を演じ分ければ、プレイヤーの中の「彼」の人物像が揺れ動いて面白いと考えた。

### ローカライズ
本作を複数の言語で配信するにあたり、ローカライズ時に問題となりそうな表現は最初の段階で削除した。
英語への翻訳は鈴木の妻の友人の翻訳家が担当しており、日本のポップカルチャーに明るいコミュニティからのサポートも行われた。

## 反響
鈴木が4Gamer.netに語ったところによると、本作はゲームというより木村良平を起用したボイスアプリとして受け入れられているとされており、中国国内においても、木村を引き合いに出す形でひろまったとされている。

## 評価
ゲームクリエイターの山中拓也は、本作における木村の演技について評価している。